# Compiègne
Compiègne er en by og kommune i regionen Hauts-de-France, tidligere Pikardiet, i den nordlige del af Frankrig. Byen er underpræfektur i departementet Oise, der er et af de fem departementer i Hauts-de-France. Byen, der har ca. 40.000 indbyggere, ligger ved floden Oise. Byens indbyggere betegnes på fransk som Compiégnois.
Forårscykelløbet Paris-Roubaix starter i Compiègne.

## Compiègne-skoven
Byen ligger op ad Compiègneskoven, som har historisk interesse.
I skoven ligger et monument og et tilhørende museum, der beretter om, hvorledes stedet to gange har fungeret som underskrivelsessted for overgivelse i en verdenskrig, begge gange i den samme jernbanevogn.
Første gang var ved afslutningen af 1. verdenskrig i 1918, hvor Tyske Kejserrige blev tvunget til at underskrive en ydmygende fredsaftale. Anden gang var ved afslutningen af 2. verdenskrig i 1940, hvor Adolf Hitler ydmygede Frankrig ved at tvinge franskmændene til at underskrive en overgivelse i den selvsamme jernbanevogn, placeret samme sted som i 1918.
Vognen blev ødelagt under 2. verdenskrig, men en tilsvarende er i dag på museet i Compiègneskoven.

## Eksterne links
- Byen Compiègnes officielle website (fransk)

- Wikimedia Commons har flere filer relateret til Compiègne